# 9
9 (IX, na numeração romana) foi um ano comum do século I, do Calendário Juliano, da Era de Cristo, teve início a uma terça-feira e terminou também a uma terça-feira, e a sua letra dominical foi F. Segundo o horóscopo chinês, foi o ano da Serpente.
| Ano completo                       |
| ---------------------------------- |
| Ano comum com início à terça-feira |

## Eventos
- 9 de Setembro - Batalha da Floresta de Teutoburgo: Três legiões romanas (XVII, XVIII e XIX) são derrotadas na Floresta de Teutoburgo na Germânia.[1]

## Nascimentos
Tito Flávio Sabino Vespasiano (em latim: Titus Flavius Vespasianus; perto de Rieti, 17 de novembro de 9 — Água Cutília, 23 de junho de 79),

## Mortes
- Públio Quintílio Varo, derrotado por Armínio na Batalha da Floresta de Teutoburgo, por suicídio.[1]